# Courcelles-sur-Voire
Courcelles-sur-Voire é uma comuna francesa na região administrativa de Grande Leste, no departamento de Aube. Estende-se por uma área de 4,9 km². Em 2010 a comuna tinha 26 habitantes (densidade: 5,3 hab./km²).